# 1988 (szám)
Az 1988 (római számmal: MCMLXXXVIII) az 1987 és 1989 között található természetes szám.

## A matematikában
A tízes számrendszerbeli 1988-as a kettes számrendszerben 11111000100, a nyolcas számrendszerben 3704, a tizenhatos számrendszerben 7C4 alakban írható fel.
Az 1988 páros szám, összetett szám. Kanonikus alakja 22 · 71 · 711, normálalakban az 1,988 · 103 szorzattal írható fel. Tizenkét osztója van a természetes számok halmazán, ezek növekvő sorrendben: 1, 2, 4, 7, 14, 28, 71, 142, 284, 497, 994 és 1988.
Az 1988 két szám valódiosztóösszeg-függvényeként áll elő, melyek közül a kisebbik 1360, a nagyobb 10 000 fölötti.